# Белгород в годы Великой Отечественной войны
Бе́лгород в го́ды Вели́кой Оте́чественной войны́ — хронологический период в истории Белгорода во время Великой Отечественной войны с 22 июня 1941 года по 9 мая 1945 года.

## Белгород в предвоенные годы
1 сентября 1939 года вследствие нападения вооружённых сил Германии на Польшу резко обострилась международная обстановка.
В этот же день в Советском Союзе была введена всеобщая воинская обязанность. В полночь с 6 на 7 сентября 1939 года Военным советам семи округов Красной Армии поступила директива № 14650 с грифом «Секретно» от наркома обороны маршала К. Е. Ворошилова. В ней отдавался приказ незамедлительно

…поднять на большие учебные сборы по литеру «А», согласно директиве № 2/1/50698 от 20 мая 1939 г., все войсковые части и учреждения по мобилизационному плану № 22. … Одновременно должны быть подняты и запасные части. Подтверждается, что поднятие на большие сборы по литеру «А» производить только рассылкой персональных повесток, но отнюдь не опубликовать. Воспрещается и оповещение расклейкой приказов". …

В 1939 году «большие учебные сборы (БУС)» означали скрытую массовую мобилизацию, а литера «А» — поступление в войска приказа о развёртывании отдельных боевых частей, имеющих срок готовности десять суток, с тылами по штатам военного времени. План № 22 предписывал проведение мобилизации в условиях строгой секретности.
Белгород в это время находился в составе Орловского военного округа (ОрВО) под командованием М. Г. Ефремова, который на момент объявления скрытой мобилизации находился в отпуске. Его замещал начальник штаба полковник А. Д. Корнеев.

## Начало войны
22 июня 1941 года, в первый день Великой Отечественной войны, согласно Указу Президиума Верховного Совета СССР от 22 июня 1941 года Белгород в числе 24 регионов Советского Союза, был объявлен на военном положении.
С понедельника 23 июня 1941 года, на основании Указа Президиума ВС СССР от 22 июня 1941 года о мобилизации военнообязанных по четырнадцати военным округам, в Белгороде начинается мобилизация. Призыву подлежали военнообязанные граждане с 1905 по 1918 годы рождения, всего 14 возрастов.
Будучи достаточно удалённым от западных границ Советского Союза, несмотря на приближающуюся линию фронта, Белгород в течение первого лета войны оставался в глубоком стратегическом тылу.

## Немецкое наступление

Действия немецких войск с июня по декабрь 1941 года

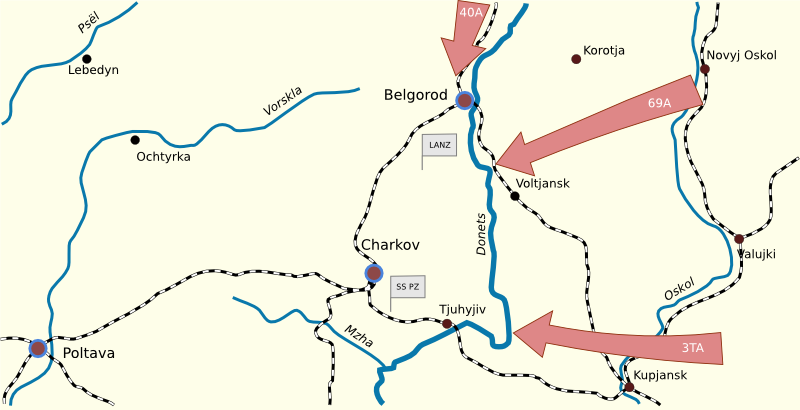
Карта действий советских войск во время первого освобождения города

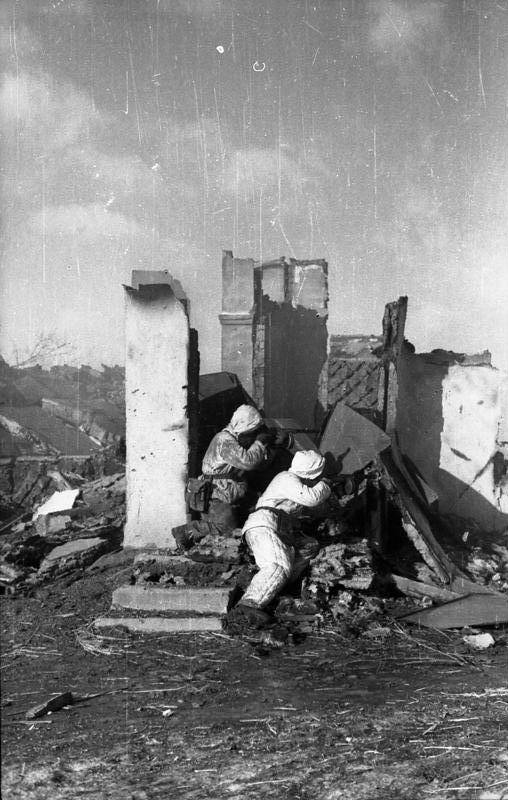
Бои в ходе первого освобождения города от нацистов в феврале 1943 года

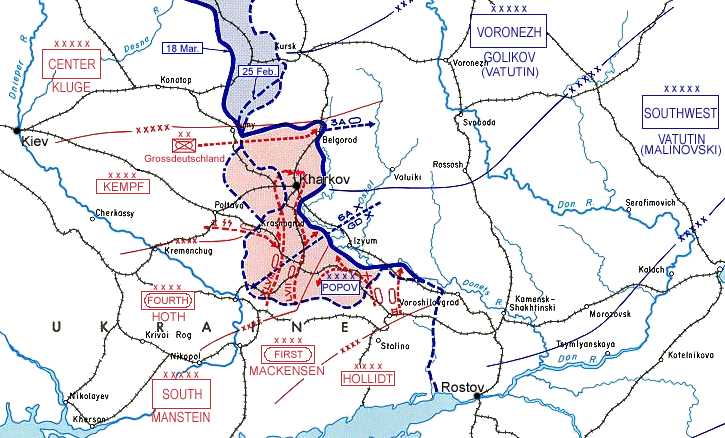
Немецкий контрудар в марте 1943 года

В результате немецкого наступления конца сентября — начала октября войска Юго-Западного фронта оказались охвачены с обоих флангов: противник глубоко вклинился в оборону соседних фронтов, причём глубина охвата составляла 60—200 километров, а связь со смежными соединениями была потеряна. В этих условиях 6 октября 1941 года командование Юго-Западного фронта приняло решение об отводе в ночь с 8 на 9 октября 40-й и 21-й армий на 45—50 километров на рубеж Сумы—Ахтырка—Котельва с целью прикрытия Белгорода и северных подступов к Харькову.
Отход советских войск проходил при энергичном преследовании противником, который наносил удары в стык отступающим соединениям, создавая угрозу их окружения. В результате 29-й армейский корпус вермахта 10 октября с ходу ворвался в Сумы, а 15 октября 51-й корпус захватил Ахтырку. Намеченный рубеж отхода был занят противником, что вынудило советские войска отступать дальше на восток. Воспользовавшись этим, 17-й армейский корпус 6-й немецкой армии ударил в стык 21-й и 38-й армии и прорвал оборону. Правый фланг 38-й армии был расстроен, противником был захвачен Богодухов и создана непосредственная угроза Харькову и Белгороду.
К 15 октября 1941 года войска Юго-Западного фронта удерживали оборону по линии Краснополье—Богодухов—Валки—Донец. 15 октября в штаб фронта поступила директива № 31 Ставки ВГК, в которой ставилась задача на отвод войск фронта на линию Касторная—Старый Оскол—Валуйки—Купянск—Красный Лиман.
«...Ставка Верховного Главнокомандования приказывает: Юго-Западному фронту с 17 октября начать отход на линию Касторная, Старый Оскол, Новый Оскол, Валуйки, Купянск, Кр. Лиман; закончить его к 30 октября...»
Это означало, что войска нашего фронта не только должны отступить от 80 до 200 километров, но и оставить Харьков, Белгород, Донецкий промышленный район.
В соответствии с директивой Ставки, командования Юго-Западного и Южного фронтов отдали приказы штабам армий об отводе войск к 20 октября 1941 года на промежуточный рубеж обороны Обоянь—Белгород—Мерефа—Змиёв—Балаклея—Барвенково-Сталино-река Миус. Этот рубеж в инженерном отношении почти не был подготовлен. Отход соединений фронта проводился по трём расходящимся операционным направлениям: белгородскому (40-я и 21-я армии), харьковскому (38-я армия) и изюмскому (6-я армия).
К 22 октября соединения Юго-Западного фронта стали сосредоточиваться на очередном промежуточном рубеже по линии река Сейм, исток Северского Донца, города Белгород, Харьков, Славянск.
Не успели советские войска закрепиться на новом рубеже, как опять завязались ожесточенные бои на многих участках фронта. Стремясь избежать неоправданных потерь, маршал Семён Константинович Тимошенко собирался продолжить отвод армий на очередной промежуточный рубеж, но представители фронтового командования донесли, что все дороги к востоку от Белгорода и Харькова до предела забиты тыловыми частями и учреждениями. Отход советских войск проходил в исключительно тяжёлых погодных условиях. Непрерывными дождями были размыты дороги, войска действовали в условиях бездорожья, автомашины из-за осенней распутицы продвигались медленно. К тому же значительная часть техники начала останавливаться на маршрутах движения из-за отсутствия топлива. Такие же проблемы испытывали и преследовавшие их немецкие части группы армий «Юг». Главнокомандующему пришлось отдать приказ удерживать занятые позиции до 25 октября.
Тем временем штаб фронта и штабы армий прилагали все силы, чтобы продвинуть застрявшие на дорогах колонны. Было принято решение: автомашины по возможности заменять мобилизованным в колхозах и в учреждениях гужевым транспортом, а высвободившиеся грузовики стягивать в тыл и создавать из них резервные автобатальоны.
23 октября 1941 года маршал Тимошенко распорядился подготовить армиям директиву об организации отхода на назначенный Ставкой новый оборонительный рубеж: Касторное, Старый Оскол, Красный Лиман.
24 октября 1941 года, прорвав оборону 21-й советской армии, части 29-го армейского корпуса захватили Белгород.

## Оккупация
Немецкий оккупационный режим превратил Белгород в мощный узел сопротивления. Вокруг города шёл кольцевой оборонительный обвод, созданный зимой 1941—1942 годов, по окраинам города была создана густая сеть ДЗОТов, все каменные постройки превращены в опорные пункты. В Сильный опорный пункт была превращена центральная электрическая станция Белгорода. Внутренние кварталы города гитлеровцы подготовили для ведения уличных боёв. На перекрёстках улиц были созданы баррикады, построены ДЗОТы, многие улицы и здания были заминированы.
Северная и восточная части города были прикрыты большими полосами минных полей.

## Первое освобождение Белгорода
2 февраля 1943 года советские войска Воронежского фронта начали Харьковскую наступательную операцию «Звезда». Линия оборонительных сооружений, созданных противником на реке Оскол, на рубеже Старый Оскол, Новый Оскол и Валуйки, была прорвана, и Красная армия с упорными боями начала продвигаться в юго-западном направлении.
Преодолевая все возрастающее сопротивление противника 183-я стрелковая дивизия (полковник Костицын, Александр Степанович), 340-я стрелковая дивизия (генерал-майор Мартиросян, Саркис Согомонович), 309-я стрелковая дивизия (генерал-майор Меньшиков, Михаил Иванович), 192-я танковая бригада (подполковник Шевченко, Пётр Фёдорович) и танковая группа (полковник Романов, Вадим Гаврилович) в составе: 116-й танковой бригады (подполковник Новак, Анатолий Юльевич), 59 отдельного танкового полка (подполковник Свешников, Сергей Всеволодович), 60 отдельного тп (майор Охрименко, Пётр Фёдорович), 61 отдельного тп (подполковник Перовский, Глеб Михайлович) 40-й армии 8 февраля 1943 года овладели западной частью Белгорода и оседлали все дороги к северо-западу, западу и югу от него. После того, как в районе станции Болховец (в настоящее время часть города) были разбиты вражеские части, пытающиеся прорваться из Белгорода, советские войска первый раз освободили Белгород от гитлеровцев 9 февраля 1943 года.
4 марта немецкие войска начали наступление на Харьков с южного направления. 18 марта район Харькова был взят под контроль 48-м танковым корпусом. Сразу после захвата Харькова боевая группа Пайпера, созданная на базе моторизованного полка «Лейбштандарта», усиленного остатками роты тяжёлых танков «Тигр», совершила бросок по шоссе Харьков — Курск и 18 марта захватила Белгород, после чего немецкие войска перешли к обороне. Отбить Белгород контратаками советские части не смогли, и с 19 марта на всем фронте наступила пауза на период весенней распутицы.
При этом расположенное на левом берегу Северского Донца село Старый Город (ныне часть Белгорода) немцы захватить не смогли, и линия фронта прошла по рубежу реки.

## Второе освобождение Белгорода

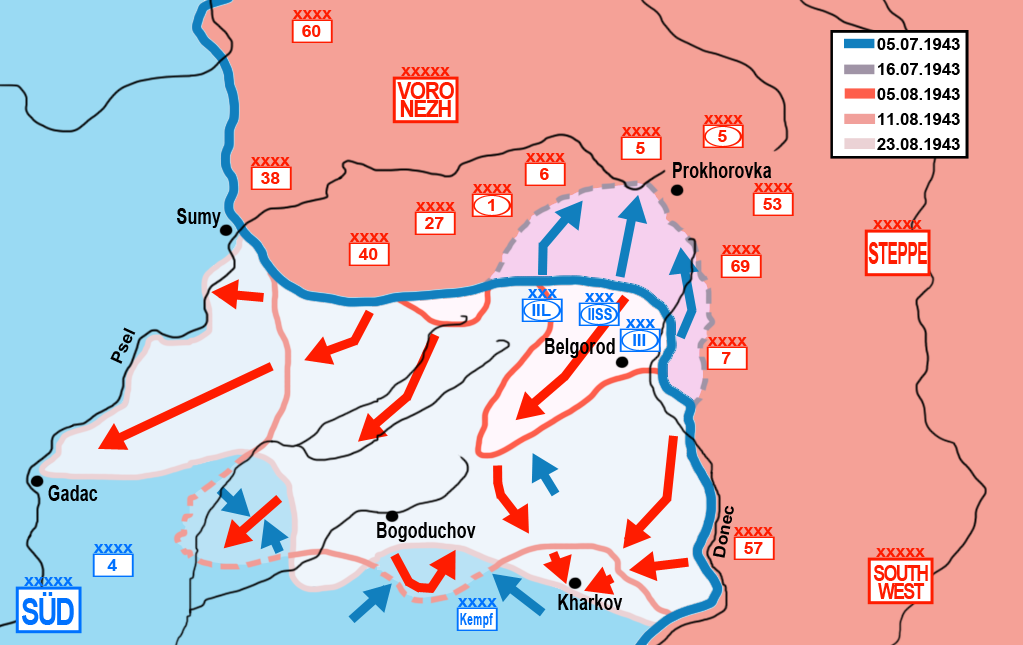
Белгородско-Харьковская стратегическая наступательная операция «Румянцев»

Белгородский узел обороняли части 198-й пехотной дивизии немецкой армии, усиленные значительным количеством артиллерии, миномётов и танков.
В ходе Белгородско-Харьковской стратегической наступательной операции «Румянцев» соединения 69-й армии генерала Василия Дмитриевича Крюченкина, прорвав главные оборонительные полосы противника севернее Белгорода, к исходу 4 августа 1943 года вышли на рубеж Оскочное, Чёрная Поляна (в настоящее время окраины города).
Новые бои за Белгород завязались 5 августа 1943 года. 89-я гвардейская стрелковая дивизия 69-й армии, наступавшая с севера, частью сил в первой половине дня ворвалась в город и завязала уличные бои, начав обходить Белгород с северо-запада и запада, вдоль его окраин.
Части 305-й стрелковой дивизии полковника Васильева входящие в состав 7-й гвардейской армии генерала Шумилова при поддержке частей 5-й воздушной армии, прорвав немецкую оборону по западному берегу Северского Донца, форсировали реку и во второй половине дня ворвались в юго-восточные кварталы Белгорода, а с запада город блокировали соединения 1-го механизированного корпуса 53-й армии.
К 18 часам, заблокировав все западные выходы из города, 89-я гвардейская стрелковая дивизия достигла южной окраины города. В это время Белгород в основном уже находился под контролем советских войск. Уличные бои по ликвидации оставшихся очагов сопротивления продолжались всю ночь. Пригородные слободы Пушкарная и Супруновка (в настоящее время часть города) были заняты утром 6 августа.

## Последствия
В боях за Белгород немцы потеряли 3200 солдат и офицеров, большое количество танков, орудий, миномётов, автомашин и другой боевой техники. Советскими сапёрами в районе города было снято 16333 мины.
За годы войны город был очень сильно разрушен, погибла почти вся историческая застройка города, не сохранилось ни одного целого здания. Во время оккупации десятки тысяч белгородцев были расстреляны в парке, который сейчас называется парк Памяти, сожжены на камышитовом заводе, замучены в застенках местного гестапо. Из 34 тысяч довоенного населения в городе осталось лишь 150 человек.

## Память

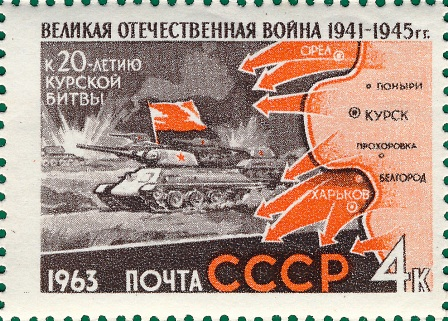
Почтовая марка СССР, посвящённая 20-летию Курской битвы, с картой летнего наступления войск советской армии

В честь освобождения Орла и Белгорода от немецких войск 5 августа 1943 года был дан салют в Москве. С тех пор Белгород является городом первого салюта, а 5 августа празднуется как день города.
89-й гвардейской и 305-й стрелковой дивизиям, ворвавшимся в город Белгород и освободившим его, и 25-му гвардейскому Краснознаменному истребительному полку приказом Верховного Главнокомандующего Маршала Советского Союза Иосифа Виссарионовича Сталина было присвоено название Белгородских.
В 1963 году была выпущена почтовая марка  (ЦФА [АО «Марка»] № 2869) номиналом четыре копейки, посвященная 20-летию Курской битвы, в ходе которой 5 августа 1943 года был освобожден Белгород, на ней изображена схема сражения. Красные стрелы на карте, проходя через Белгород, указывают направление движения войск советской армии. Художник А. Шмидштейн  (ЦФА [АО «Марка»] № 2869).
С 1963 года по настоящее время звание «Почётный гражданин города Белгорода» присвоено более 60 гражданам. Среди них есть военачальники времён Великой Отечественной войны и освободители Белгорода от немецко-фашистских захватчиков.

## Награды

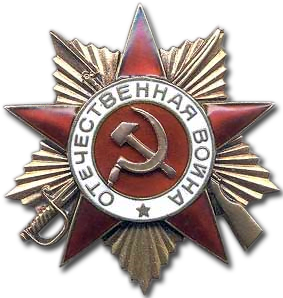
Орден Отечественной войны I степени

Во время и после войны Белгород был удостоен различных наград и званий:
- Почётное звание «Город первого салюта» (5 августа 1943)[19].
- Орден Отечественной войны I степени (9 апреля 1980) — за мужество и стойкость, проявленные трудящимися города в годы Великой Отечественной войны, и за успехи, достигнутые в хозяйственном и культурном строительстве.
- Почётное звание Российской Федерации «Город воинской славы» (27 апреля 2007) с вручением грамоты Президента России — за мужество, стойкость и массовый героизм, проявленные защитниками города в борьбе за свободу и независимость Отечества[20].